# Sixingang (köpinghuvudort i Kina, Hunan Sheng, lat 29,36, long 111,64)
Sixingang är en köpinghuvudort i Kina. Den ligger i provinsen Hunan, i den södra delen av landet, omkring 180 kilometer nordväst om provinshuvudstaden Changsha. Antalet invånare är 16 574. Befolkningen består av 8 124 kvinnor och 8 450 män. Barn under 15 år utgör 13,0 %, vuxna 15-64 år 72 %, och äldre över 65 år 13,0 %.
Runt Sixingang är det tätbefolkat, med 383 invånare per kvadratkilometer. Närmaste större samhälle är Mengquan, 16,7 km väster om Sixingang. I omgivningarna runt Sixingang växer huvudsakligen savannskog.
Genomsnittlig årsnederbörd är 1 706 millimeter. Den regnigaste månaden är maj, med i genomsnitt 303 mm nederbörd, och den torraste är december, med 32 mm nederbörd.